# Moses Montefiore
Sir Moses Chajim Montefiore (24. října 1784, Livorno, Toskánské velkovévodství – 28. července 1885, Ramsgate, Spojené království) byl britský židovský finančník, burzovní makléř, šerif Londýna a filantrop. Královnou Viktorií byl pasován na rytíře.

## Život
Moses Montefiore pocházel z rodiny sefardských Židů žijící ve Velké Británii. Narodil se však v toskánském Livornu, když tam jeho rodiče byli na obchodní cestě. Z Livorna pocházel Mosesův dědeček, který odtamtud emigroval do Londýna ve 40. letech 18. století.
Do školy tak Moses chodil v londýnské čtvrti Kennington. Kvůli napjaté finanční situaci rodiny však školu nedokončil a začal pracovat. Nejprve pracoval pro velkoobchodníka s čajem a potravinami, později v účtárně v londýnské City. V roce 1803 se stal burzovním makléřem na londýnské burze, ale o tři roky později ztratil všechny peníze svých klientů v podvodu spáchaném Elkinem Danielsem. Pravděpodobně pak musel prodat nebo odevzdat svou makléřskou licenci.
V roce 1812 se Montefiore stal svobodným zednářem. Téhož roku si vzal Judith Cohenovou (1784–1862), dceru obchodníka Levyho Barenta Cohena. Její sestra Henriette se provdala za německého židovského finančníka Nathana Mayera Rothschilda, který využíval makléřských služeb Montefioreho firmy. Švagři se tak stali obchodními partnery.
Ve 40 letech se Montefiore vzdal podnikání a svůj dlouhý život (dožil se 100 let) pak věnoval humanitárním akcím ve prospěch židů. Např. v roce 1840 cestoval k tureckému sultánovi Abdülmecidovi I., aby bránil Židy z Damašku obviněné z rituální vraždy. V roce 1858 se vydal do Říma za papežem Piem IX., aby se pokusil osvobodit židovského mladíka Edgara Mortara, pokřtěného jeho katolickou chůvou a uneseného Papežským státem. Cestoval i do jiných vzdálených destinací, např. do Ruska nebo Maroka, aby u místních vlád žádal o ukončení perzekuce Židů.
Rok 1827 mu přinesl silný duchovní prožitek, který změnil jeho život – navštívil Svatou zemi. Do té doby byl v náboženských otázkách poněkud vlažný, ale po návratu začal náboženská pravidla přísně dodržovat. Na cestách ho doprovázel šochet, provádějící rituální porážku zvířat, aby měl vždy k dispozici košer maso. V roce 1831 koupil pozemky v Ramsgate v Kentu a svého příbuzného, architekta Davida Mocattu pověřil vytvořením návrhu soukromé synagogy. Byla otevřena o dva roky později. Dnes je známá pod jménem Montefiorova synagoga.
V listopadu 1837 jej královna Viktorie pasovala na rytíře.
Již v roce 1839 navrhl vybudování židovského státu. Roku 1884 u příležitosti 100. narozenin Mosese Montefiora byl založena organizace, která zastřešovala plány na jeho vytvoření v Palestině. Roku 1890 byla uznána ruskou vládou a dostala název Společnost pro podporu židovských zemědělců a řemeslníků v Palestině a Sýrii.